# Cantone di Longwy
Il Cantone di Longwy è una divisione amministrativa dell'arrondissement di Briey.
A seguito della riforma approvata con decreto del 26 febbraio 2014, che ha avuto attuazione dopo le elezioni dipartimentali del 2015, è passato da 1 a 8 comuni.

## Composizione
Prima della riforma del 2014 comprendeva il solo comune di Longwy.
Dal 2015 i comuni appartenenti al cantone sono i seguenti YY:
- Chenières
- Cutry
- Haucourt-Moulaine
- Herserange
- Lexy
- Longwy
- Mexy
- Réhon